# نشان‌های سلطنتی انگلستان
نشان‌های سلطنتی انگلستان (انگلیسی: Royal Arms of England) یا (نشان ملی) برای اولین بار در یک فرم رسمی به تصویب رسید. در آغاز عصر نجابت خانوادگی (حدود ۱۲۰۰ میلادی) به عنوان نشان شخصی توسط پادشاهان پلانتاژنه انگلستان از سال ۱۱۵۴ برگزیده شد و مورد استفاده رسمی و درباری قرار گرفت. در افکار عمومی آنها به عنوان نماد ملی انگلستان شمرده می‌شوند.

## نگارخانه

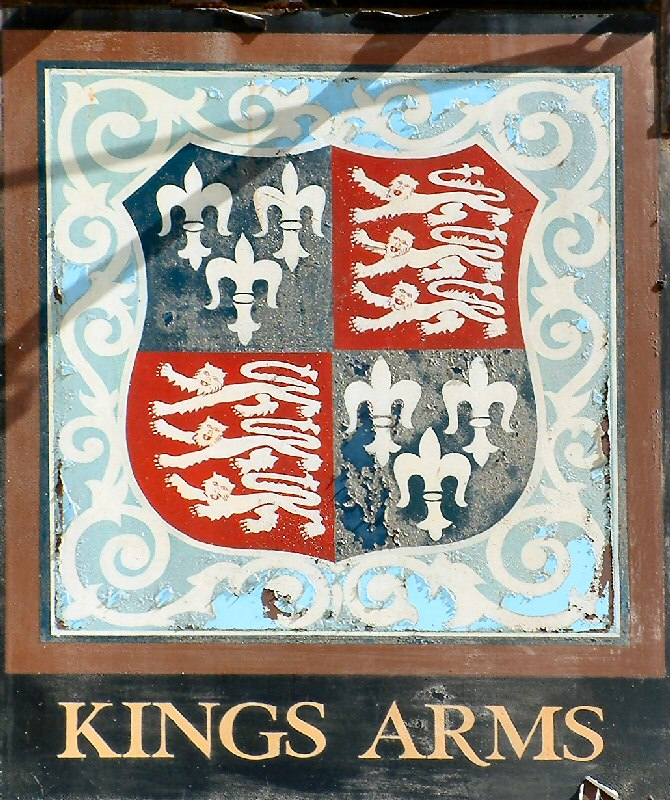
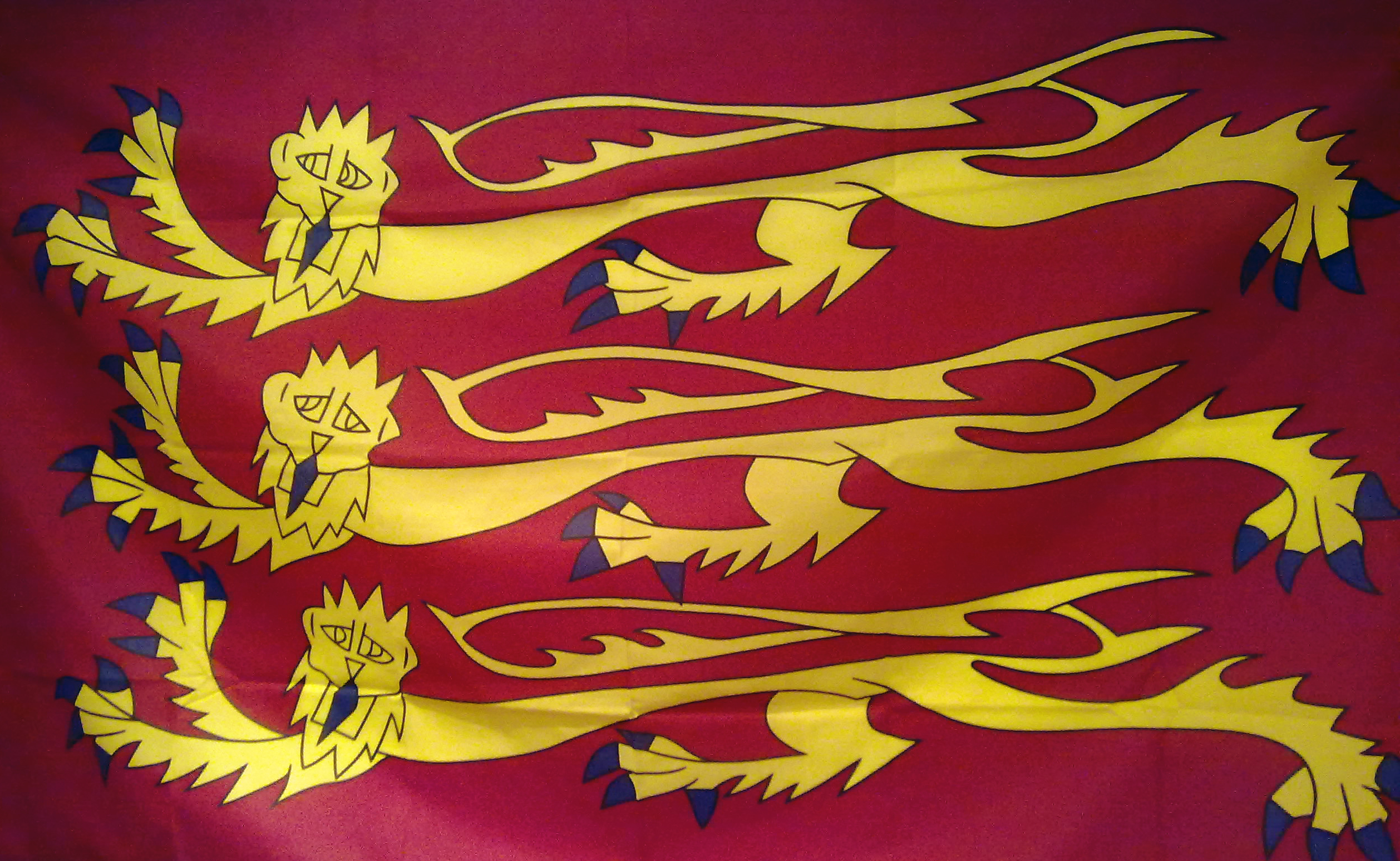